# العلاقات البرتغالية الكولومبية
العلاقات البرتغالية الكولومبية هي العلاقات الثنائية التي تجمع بين البرتغال وكولومبيا.

## مقارنة بين البلدين
هذه مقارنة عامة ومرجعية للدولتين:
| وجه المقارنة                                              | البرتغال                                                  | كولومبيا        |
| --------------------------------------------------------- | --------------------------------------------------------- | --------------- |
| المساحة (كم2)                                             | 92.21 ألف                                                 | 1.14 مليون      |
| عدد السكان (نسمة)                                         | 10.60 مليون                                               | 49.07 مليون     |
| الكثافة السكانية (ن./كم²)                                 | 114.95                                                    | 43.04           |
| العاصمة                                                   | لشبونة                                                    | بوغوتا          |
| اللغة الرسمية                                             | اللغة البرتغالية، اللغة الميراندية                        | اللغة الإسبانية |
| العملة                                                    | يورو، اسكودو برتغالي                                      | بيزو كولومبي    |
| الناتج المحلي الإجمالي (بليون دولار)                      | 217.57 مليار                                              | 309.19 مليار    |
| الناتج المحلي الإجمالي (تعادل القوة الشرائية) بليون دولار | 307.82 مليار                                              | 724.96 مليار    |
| الناتج المحلي الإجمالي الاسمي للفرد دولار أمريكي          | 19.22 ألف                                                 | 7.60 ألف        |
| الناتج المحلي الإجمالي للفرد دولار أمريكي                 | 28.76 ألف                                                 | 13.36 ألف       |
| مؤشر التنمية البشرية                                      | 0.830                                                     | 0.720           |
| رمز المكالمات الدولي                                      | +351                                                      | +57             |
| رمز الإنترنت                                              | .pt                                                       | .co             |
| المنطقة الزمنية                                           | توقيت غرب أوروبا، توقيت غرب أوروبا الصيفي، أوروبا/لشبونة ‏ | 00              |

## منظمات دولية مشتركة
يشترك البلدان في عضوية مجموعة من المنظمات الدولية، منها:
| علم المنظمة | اسم المنظمة                               | تاريخ انضمام البرتغال | تاريخ انضمام كولومبيا |
| ----------- | ----------------------------------------- | --------------------- | --------------------- |
|             | مؤسسة التنمية الدولية                     | 29 ديسمبر 1992        | 16 يونيو 1961         |
|             | يونسكو                                    | 11 مارس 1965          | 31 أكتوبر 1947        |
|             | وكالة ضمان الاستثمار متعدد الأطراف        | 6 يونيو 1988          | 30 نوفمبر 1995        |
|             | حلف شمال الأطلسي                          | 4 أبريل 1949          | ?                     |
|             | الأمم المتحدة                             | 14 ديسمبر 1955        | 5 نوفمبر 1945         |
|             | الفريق المعني برصد الأرض                  | ?                     | ?                     |
|             | الاتحاد البريدي العالمي                   | ?                     | ?                     |
|             | البنك الدولي للإنشاء والتعمير             | 29 مارس 1961          | 24 ديسمبر 1946        |
|             | المنظمة الهيدروغرافية الدولية             | ?                     | ?                     |
|             | الاتحاد الدولي للاتصالات                  | 1866                  | 25 أغسطس 1914         |
|             | منظمة حظر الأسلحة الكيميائية              | ?                     | ?                     |
|             | مؤسسة التمويل الدولية                     | 8 يوليو 1966          | 20 يوليو 1956         |
|             | المركز الدولي لتسوية المنازعات الاستشارية | 1 أغسطس 1984          | 14 أغسطس 1997         |
|             | منظمة التجارة العالمية                    | ?                     | ?                     |
|             | منظمة الشرطة الجنائية الدولية             | ?                     | ?                     |

## وصلات خارجية
- موقع وزارة الخارجية البرتغالية